# Kathleen Coleman
Kathleen M. Coleman est une universitaire zimbabwéenne, enseignante de latin au Harvard College.

## Biographie
Elle est née au Zimbabwe, et étudie à l’université du Cap et au Trinity College de Dublin avant d’être nommée enseignante de latin à Harvard en 2003. En tant qu’experte des combats de gladiateurs, elle joue le rôle de référente pour le script du film Gladiator de Ridley Scott, mais elle juge que son travail a eu peu d’impact et demande à ne pas être citée dans les crédits ; elle y apparait finalement, mais sans mention de sa fonction.